# Rupert (Idaho)
Rupert – miasto w Stanach Zjednoczonych, w stanie Idaho, siedziba administracyjna hrabstwa Minidoka.